# Ancylolomia tripunctalis
Ancylolomia tripunctalis là một loài bướm đêm trong họ Crambidae.